# Nature Immunology
Nature Immunology, abgekürzt Nat. Immunol., ist eine Fachzeitschrift, die von der Nature Publishing Group herausgegeben wird. Die Erstausgabe erschien im Juli 2000. Derzeit werden zwölf Ausgaben im Jahr publiziert. Die Zeitschrift veröffentlicht Artikel aus allen Bereichen der Immunologie.
Der Impact Factor des Journals lag im Jahr 2014 bei 20,004. Nach der Statistik des ISI Web of Knowledge wird das Journal mit diesem Impact Factor in der Kategorie Immunologie an vierter Stelle von 148 Zeitschriften geführt.
Chefherausgeber ist Jamie Wilson, der beim Verlag angestellt ist.